# Алехин, Алексей Александрович
Алексей Александрович Алехин (1888 — август 1939, Харьков, УССР, СССР) — русский и советский шахматист, старший брат 4-го чемпиона мира Александра Алехина.

## Биография
Из дворян Воронежской губернии. Отец, Александр Иванович — предводитель дворянства Воронежской губернии, депутат IV Государственной Думы.
В молодости начал играть в турнирах по переписке, стал победителем международного турнира, проводившегося швейцарским шахматным журналом в 1908—1909 годах (+16 =8). С 1913 по 1916 год в Москве издавал журнал «Шахматный вестник». После Октябрьской революции переселился в Харьков, принимал активное участие в шахматной жизни УССР. Чемпион Харькова 1922 года (8 из 10).

Возглавлял областную шахматную секцию. В 1927 году опубликовал (возможно, вынужденно) заявление, в котором осуждал антисоветские высказывания брата на собрании русских эмигрантов в Париже.

## Спортивные результаты
| Год  | Город   | Соревнование                | + | − | = | Результат | Место |
| ---- | ------- | --------------------------- | - | - | - | --------- | ----- |
| 1922 | Харьков | Чемпионат Харькова          |   |   |   | 8 из 10   | 1     |
| 1925 | Харьков | 2-й чемпионат Украины       | 1 | 2 | 5 | 3½ из 9   | 3—4   |
| 1926 | Одесса  | 3-й чемпионат Украины       | 1 | 4 | 6 | 4 из 11   | 11    |
| 1927 | Полтава | 4-й чемпионат Украины       | 3 | 3 | 9 | 7½ из 15  | 8—9   |
|      | Москва  | Всесоюзный командный турнир |   |   |   |           |       |

## Книги
- Шахматы: Избранные партии и обзор за 1926 г. Харьков, 1927. 144 с.
- Матч на первенство мира Алехин — Капабланка. Буэнос-Айрес. Сентябрь — ноябрь 1927 года. [Харьков, 1928]. 116 с. (ред.)